# Laia Balcells i Ventura
Laia Balcells i Ventura (Granollers, 1980) és una politòloga catalana, actualment Catedràtica de Ciència Política i Resolució de Conflictes a la Universitat de Georgetown a Washington.

## Trajectòria
Llicenciada en Ciències Polítiques i de l'Administració de la Universitat Pompeu Fabra (amb Premi Extraordinari, 2002), Doctora per Yale University (2010), ha estat professora a Duke University (2012-2017) i investigadora Niehaus a la Universitat de Princeton (2015-16), És professora a la Universitat de Georgetown des de l'agost del 2017, on va ser promocionada a Catedràtica l'agost del 2023.
Va escriure el llibre Rivalry and Revenge. The Politics of Violence during Civil War (2017), basat en la investigació de la seva tesi doctoral. El llibre va sortir publicat en castellà l'any 2021, editat per l'Institut Català Internacional per la Pau i Edicions Bellaterra.
Va completar el doctorat en cinc anys a Yale, amb una tesi doctoral titulada "Behind the Frontlines: identity, competition, and violence in civil wars." Ha publicat més de trenta articles en revistes d'investigació i la seva recerca ha estat àmpliament citada.
Col·labora esporàdicament amb diversos mitjans de comunicació catalans, com per exemple Nació Digital, Ara i TV3. També ha escrit per la prestigiosa revista de relacions internacionals Foreign Affairs, així com per Foreign Policy i el Washington Post.
Viu a Washington, DC, amb la seva parella i els seus dos fills.